# Bastian Steger
Bastian Steger (født 19. marts 1981) er en tysk bordtennisspiller. Ved Sommer-OL 2012 i London vandt han bronze i holdturneringen.